# Servizio da tè

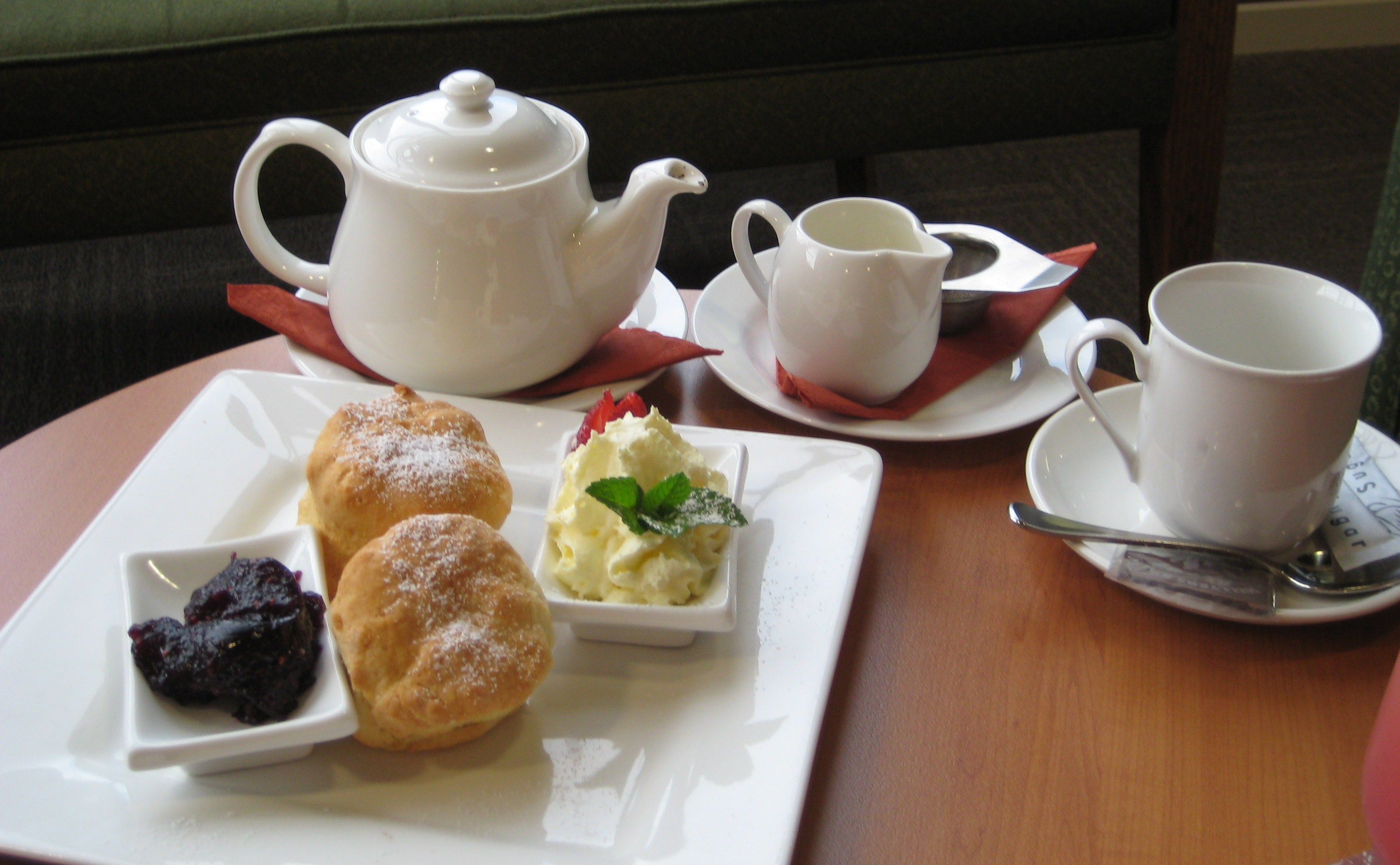
Servizio da tè in porcellana bianca

Il servizio da tè è un set composto da stoviglie destinate a servire e consumare il tè. 

## Occidentale
Realizzato in ceramica, porcellana o argento se veramente lussuoso.
Nella tradizione occidentale è composto da:
- Teiera
- Lattiera
- Zuccheriera
- Tazze da tè, con piattino

ed eventualmente da:
- Vassoio
- Piattini da dolce

## Giapponese
Nella cerimonia del tè giapponese, detta Cha no yu:
- chakin (salvietta per pulire la tazza)
- chasen (frullino di bambù)
- chashaku (cucchiaino di bambù)
- chawan (tazza)
- fukusa (fazzoletto di seta)
- fukusa-basami (astuccio in cui ogni ospite ripone il necessario (kaishi, kashi-yōji ecc.)
- higashibon (vassoio per dolci secchi higashi utilizzati nella cerimonia usucha)
- hishaku (mestolo di bambù)
- kashi-yōji (piccolo strumento di metallo per tagliare i dolci)
- kama (bollitore per l'acqua)
- kensui (recipiente per l'acqua di lavaggio)
- kobukusa (piccolo fazzoletto su cui appoggiare la chawan)
- kuromoji (piccolo strumento di legno, a punta, con cui ci si serve)
- natsume (recipiente laccato per il tè da usare per l'usucha)

## Kung fu cha
Nel Kung fu cha, una tipologia di cerimonia del tè cinese, il tipico set da tè è composto da:
- una teiera da circa 0,25 litri,
- 4 gaiwan (tazze da 0,10 litri)
- un paio di pinze per manipolare le tazzine bollenti
- chashao (un cucchiaio ottenuto da una sezione di canna di bambù per misurare la quantità di tè)
- alcuni strumenti lunghi ed affusolati per raccogliere le foglie usate dall'interno della teiera,
- un vassoio di bambù con un doppio fondo cavo per raccogliere l'eccedenza di acqua durante la preparazione,
- un bollitore, per riscaldare l'acqua.

## Giocattolo
Può essere un giocattolo, piccoli servizi da tè in miniatura, come quello nella galleria fotografica, vengono usati per "giocare alle signore".

## Galleria d'immagini

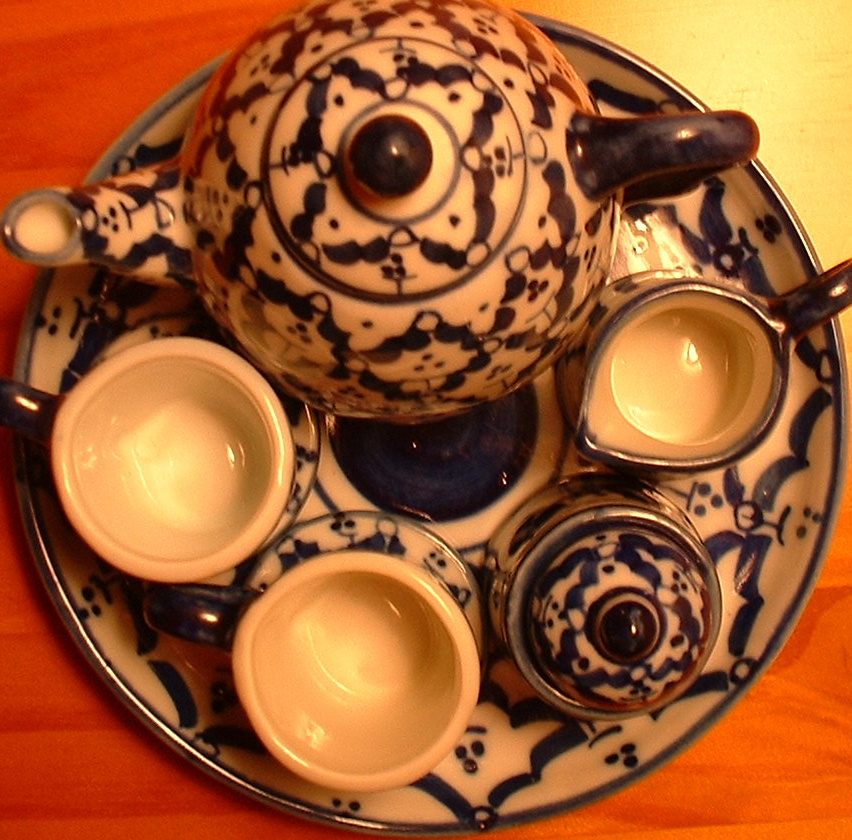
Servizio giocattolo
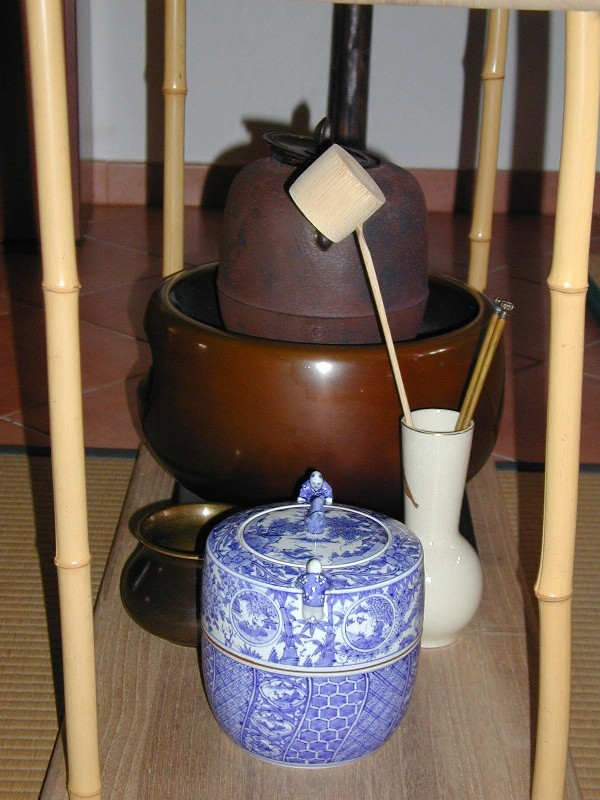
Strumenti da tè giapponesi
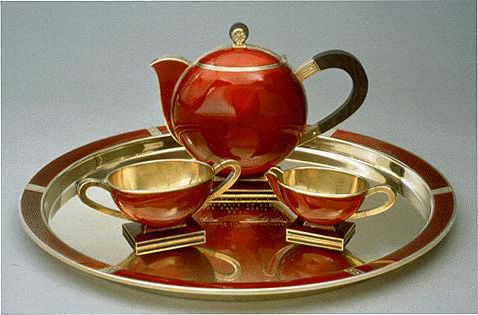
Servizio da tè donato al presidente Roosevelt dai principi di Norvegia 1930
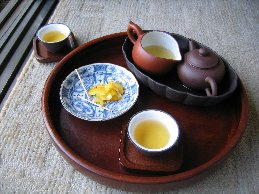
Servizio cinese